# Wilhelm Meisters læreår
Wilhelm Meisters læreår (Wilhelm Meisters Lehrjahre) er en klassisk udviklingsroman fra 1795/96 af Johann Wolfgang von Goethe.
| Bog | Spire Denne artikel om bøger og tidsskrifter er en spire som bør udbygges. Du er velkommen til at hjælpe Wikipedia ved at udvide den. |